# Edoardo Dal Pos
Edoardo Dal Pos (San Fior, 30 agosto 1927) è un ex calciatore italiano, di ruolo mediano.

## Carriera

La rosa della 1958-1959 nell'ultimo anno di Dal Pos in biancoazzurro. Qui è il primo accosciato da sinistra a fianco di Pietro Broccini.

Crebbe calcisticamente nella squadra del suo paese per passare successivamente nel Bassano, dove disputò diversi campionati prima di essere ceduto in Serie B al Vicenza nel 1949. Con i vicentini disputò in cinque campionati 156 partite segnando 2 reti nella serie cadetta.
Nel 1954 Paolo Mazza, presidente della SPAL, acquistò il mediano veneto. Esordì il 26 dicembre di quell'anno nella partita casalinga contro la Juventus.
Da allora Dal Pos divenne titolare dei biancazzurri. In cinque campionati giocati a Ferrara in massima serie disputò 136 gare realizzando 2 reti.
Nel 1959, ormai trentaduenne, ottenne il miglior piazzamento spallino di tutti i tempi e venne trasferito alla Vis Pesaro neopromossa in Serie C.
Nel 1961 si trasferì in Canada, per giocare nella Eastern Canada Professional Soccer League con l'Hamilton Steelers, guidando contemporaneamente le giovanili del club nei tornei dell'Ontario. Del Pos chiuse la carriera in Canada con il Vancouver Columbus.